# Acmaeodera thoracata
Acmaeodera thoracata är en skalbaggsart som beskrevs av Knull 1974. Acmaeodera thoracata ingår i släktet Acmaeodera och familjen praktbaggar. Inga underarter finns listade i Catalogue of Life.